# Узбечка (фильм)
«Узбечка» (узб. O’zbek Qizi) —  военная драма узбекистанского режиссера Акбара Бектурдыева об узбекской девушке-снайпере Красной Армии, участнице Великой Отечественной войны. Лучший фильм 2023 года в Узбекистане.
Фильм снят кинокомпанией Cinema of Central Asia. Это совместный проект студии «Беларусьфильм» и Агентства кинематографии Узбекистана.

## Съемки и премьера фильма
Прототипом главной героини Джамили выступила советский снайпер Зиба Ганиева, однако по словам второго режиссера картины Бахриддина Айназарова, снайперша Джамила — собирательный образ сотен женщин, участвовавших в Великой Отечественной войне. Перед началом съемок исполнительнице главной роли Айсенем Юсуповой пришлось осваивать приёмы рукопашного боя, обращаться с холодным оружием и снайперской винтовкой. А Йигитали Мамаджанов, который сыграл её возлюбленного, учил немецкий язык.
Большая часть съемочного процесса проходила в Белоруссии: в музее-усадьбе «Забродье» и белорусских лесах. О завершении съемок фильма было объявлено в начале января 2023 года. Премьера фильма состоялась в Ташкенте 9 мая 2023 года. Фильм смогли увидеть зрители по всей республике — он вещался сразу по 14 телеканалам. В Санкт-Петербурге фильм был показан в рамках Дней узбекского кино в июне 2023 года. В Узбекистане на большом экране фильм был показан 29 сентября в рамках XV Международного Ташкентского кинофестиваля.

## Сюжет
Выпускница стрелковой школы, 18-летняя девушка-снайпер Джамила (Айсенем Юсупова) приезжает добровольцем на Калининский фронт в Белоруссию, так как знает, что где-то здесь служит ее возлюбленный. Джамила проходит боевую подготовку и крещение огнем. Отважно переносит все тяготы и лишения, смело воюет, становится одним из лучших снайперов, но получает ранение и попадает в плен к немцам. Джамилю находит ее возлюбленный (Йигитали Мамаджанов), который, как оказывается, является тройным агентом и работает в тылу фашистов под прикрытием. Он спасает Джамилю и везет на машине через лес, где их останавливают белорусские партизаны.

## Съемочная группа
- Режиссер — Акбар Бектурдыев
- Второй режиссер — Бахриддин Айназаров
- Генеральный продюсер — Фирдавс Абдухаликов
- Продюсер — Феруза Бектурдыева
- Операторы — Акмаль Саидов и Виталий Григорьевич
- Художники-постановщики — Хусан Алиджонов и Максим Куровский
- Креативный продюсер — Гайрат Муминоа

## В ролях
- Айсенем Юсупова – Джамиля Кадырова
- Йигитали Мамаджанов – Рустам Алимов
- Олег Тактаров – Новгородов
- Александр Ильин – Никонов
- Андрей Олифиренко – Романенко
- Сергей Лапаницын – Громов
- Елизавета Шукова – Ася Кулик
- Милана Иванова – Людмила
- Александра Алексеева – Фира Абрамзон
- Зульхумор Муминова – тетя Мастура
- Мухаммадисо Абдулхаиров – председатель
- Евгений Ивкович – Оскар Пауль Дирлевангер
- Валерий Шушкевич – Хомич
- Анатолий Голуб – Захарьев
- Виктор Молчан – Осипов
- Юлиана Михневич – Наталья
- Артем Курень – Глушко
- Арсений Врагов – Шаруба
- Олег Ткачев – полицай

## Награды и премии
Айсенам Юсупова стала лауреатом в номинации «Лучшая женская роль» за работу в фильме «Узбечка» на IV кинофестивале Lendoc Film Festival в Санкт-Петербурге, организованный киностудией «Лендок» в августе 2023 года. Победа в номинациях «Лучший фильм года», «Лучший грим», «Лучший художник» на национальной кинопремии «Олтин Хумо-2023».

## Критика
В статье «Фильмда Тасвирий ечим масаласи» («Проблематика изобразительного искусства в фильмах») Шамшетдина Ибраимова для научно-методического журнала «Oriental Art and Culture» автор пишет, что ряд фильмов произведенных в Узбекистане в последние годы, в том числе и «Узбечка» являются примером идеи обновления национального экранного искусства, где представлены важнейшие произведения и исторические образы.
Как отмечается в репортаже о съемках фильма белорусской телекомпании СТВ, над картиной работали лучшие узбекские и белорусские специалисты из мира кино. Вместе с тем, добиться голливудского эффекта создатели ленты не стремились — ставка была на реальность. «Максимально честное кино о войне», — говорится в репортаже.

## Фильм
- https://www.youtube.com/watch?v=c5vMxdEeNmk